# Kamal Sowah
Kamal Sowah (Sabon Zongo, 9 januari 2000) is een Ghanees profvoetballer die als middenvelder voor NAC Breda uitkomt. Hij kwam na een half jaar zonder club te hebben over naar Breda en tekende een contract tot medio 2027.

## Clubcarrière

### OH Leuven
Sowah groeide op in Ghana, waar hij zijn jeugdopleiding genoot bij de Right to Dream Academy. Op 31 januari 2018 ondertekende hij een vierjarig profcontract bij Leicester City FC, hoewel Bayern Munchen ook interesse toonde. Op dezelfde dag werd hij uitgeleend aan satellietclub Oud-Heverlee Leuven, waar hij in eerste instantie anderhalf jaar zou spelen. Sowah maakte zijn debuut op 14 april 2018, toen hij in een 0-2-overwinning tegen Waasland-Beveren zes minuten voor tijd Joeri Dequevy mocht vervangen. Sowah, die pas op de laatste dag van de wintertransferperiode bij de club had getekend, kwam in zijn eerste (halve) seizoen slechts vier keer in actie voor de Leuvenaars: na zijn debuut tegen Waasland-Beveren waren er nog maar zeven wedstrijden te gaan in Play-off 2,waarin hij nog slechts 243 minuten speelde.
In zijn eerste volledige seizoen bij OH Leuven speelde hij slechts 197 minuten, verspreid over drie wedstrijden. OH Leuven werd dat seizoen zevende in Eerste klasse B en ontliep maar net de degradatie. Het seizoen daarop werd Sowah titularis bij de Leuvenaars: in de eerste periode – die OHL won – miste hij slechts één wedstrijd, en ook in de terugronde miste hij nauwelijks een wedstrijd. Op 23 augustus 2019 scoorde Sowah zijn eerste doelpunt in het profvoetbal: in de 6-0-bekeroverwinning tegen RFC Wetteren scoorde hij tweemaal. Op het einde van het seizoen promoveerde hij met OHL naar de Jupiler Pro League. 

### Club Brugge
In de zomer van 2021 werd Sowah aangetrokken door Club Brugge. Het eerste seizoen verliep moeilijk, hij kwam al snel op de bank terecht. Hij speelde wel vijf wedstrijden in de UEFA Champions League, tegen Paris Saint-Germain, Manchester City en RB Leipzig.

#### Verhuur aan AZ
Sowah werd uitgeleend aan AZ Alkmaar in de tweede helft van het seizoen 2021/22. Hij kwam tot 11 wedstrijden bij de ploeg, waarin hij niet wist te scoren. Wel mocht hij spelen in de UEFA Conference League tegen FK Bodø/Glimt.

#### Terug bij Club
Het seizoen 2022/23 verliep beter, hij scoorde zowel in de competitie als de Champions League. Na het vertrek van Carl Hoefkens zakte ook Sowah weer weg. Bij Club klokt hij na twee seizoenen af op 53 wedstrijden, 2 doelpunten en 5 assists. 
Verhuurd aan Standard
Voor het seizoen 2023/24 werd Sowah door Club Brugge verhuurd aan Standard Luik. Hier kwam hij in vrijwel alle wedstrijden in actie, met afwisselende basisplekken en invalbeurten. Hij wist in zijn debuutwedstrijd tegen KAS Eupen een doelpunt te maken op aangeven van Cihan Çanak.

### NAC Breda
In februari 2025 werd Sowah overgenomen door NAC Breda, dat uitkwam in de Eredivisie. Hij maakte zijn debuut op 15 februari tegen Feyenoord (0-0). Hij kwam in de 71e minuut in de ploeg voor Sydney van Hooijdonk.

## Interlandcarrière
Sowah debuteerde op 17 november 2022 in het Ghanees voetbalelftal, in een vriendschappelijke wedstrijd tegen Zwitserland (2-0). Hij kwam met nog een halfuur te spelen in de ploeg voor Daniel Amartey. Sowah was onderdeel van de selectie van trainer Otto Addo voor het WK 2022, maar kwam niet in actie.

## Clubstatistieken
| Seizoen | Club           | Land               | Competitie         | Competitie | Competitie | Beker | Beker | Supercup | Supercup | Europees | Europees | Totaal | Totaal |
| Seizoen | Club           | Land               | Competitie         | Wed.       | Dlp.       | Wed.  | Dlp.  | Wed.     | Dlp.     | Wed.     | Dlp.     | Wed.   | Dlp.   |
| ------- | -------------- | ------------------ | ------------------ | ---------- | ---------- | ----- | ----- | -------- | -------- | -------- | -------- | ------ | ------ |
| 2017/18 | Leicester City | Vlag van Engeland  | Premier League     | 0          | 0          | 0     | 0     | —        | —        | —        | —        | 0      | 0      |
| 2017/18 | → OH Leuven    | Vlag van België    | Proximus League    | 4          | 0          | 0     | 0     | —        | —        | —        | —        | 4      | 0      |
| 2018/19 | → OH Leuven    | Vlag van België    | Proximus League    | 2          | 0          | 1     | 0     | —        | —        | —        | —        | 3      | 0      |
| 2019/20 | → OH Leuven    | Vlag van België    | Proximus League    | 27         | 3          | 2     | 2     | —        | —        | —        | —        | 29     | 5      |
| 2020/21 | → OH Leuven    | Vlag van België    | Jupiler Pro League | 34         | 8          | 2     | 0     | —        | —        | —        | —        | 36     | 8      |
| 2021/22 | Club Brugge    | Vlag van België    | Jupiler Pro League | 9          | 0          | 3     | 0     | 0        | 0        | 5        | 0        | 17     | 0      |
| 2021/22 | → AZ Alkmaar   | Vlag van Nederland | Eredivisie         | 8          | 0          | 1     | 0     | —        | —        | 2        | 0        | 11     | 0      |
| 2022/23 | Club Brugge    | Vlag van België    | Jupiler Pro League | 14         | 0          | 0     | 0     | 1        | 0        | 4        | 2        | 19     | 2      |
| 2023/24 | Standard Luik  | Vlag van België    | Jupiler Pro League | 27         | 2          | 1     | 0     | 0        | 0        | 0        | 0        | 28     | 2      |
| 2024/25 | NAC Breda      | Vlag van Nederland | Eredivisie         | 3          | 0          | 0     | 0     | 0        | 0        | 0        | 0        | 3      | 0      |
| Totaal  | Totaal         | Totaal             | Totaal             | 128        | 11         | 10    | 2     | 1        | 0        | 11       | 2        | 149    | 17     |

Bijgewerkt op 10 maart 2025.

## Erelijst
| Eerste Klasse      | 1× | 2021-22 |
| Belgische Supercup | 1× | 2022    |

1 Kortsmit ·
2 Lucassen ·
4 Kemper ·
5 Van den Bergh  ·
6 Staring ·
7 Garbett ·
8 Leemans ·
9 Kostorz ·
10 Ómarsson ·
11 Paula ·
12 Greiml ·
14 Kaied ·
15 Mahmutović ·
16 Balard ·
17 Kuijpers ·
18 Van Reeuwijk ·
19 Fernandes ·
20 Oldrup Jensen ·
23 Kongolo ·
25 Valerius ·
28 Mol ·
29 Van Hooijdonk ·
30 Versluis ·
31 Lamprou ·
37 Van Lare ·
39 Janošek ·
44 Busi ·
55 Sowah ·
77 Sauer ·
99 Bielica ·
Coach: Hoefkens
· Assistent-trainer: Güvenç
· Assistent-trainer: Kaczmarek
· Keeperstrainer: Babos
1 Ati-Zigi ·
2 Lamptey ·
3 Odoi ·
4 Salisu ·
5 Partey ·
6 Owusu ·
7 Issahaku ·
8 Kyereh ·
9 J. Ayew ·
10 A. Ayew  ·
11 Bukari ·
12 Danlad ·
13 Afriyie ·
14 Mensah ·
15 Aidoo ·
16 Nurudeen ·
17 Rahman ·
18 Amartey ·
19 Williams ·
20 Kudus ·
21 Abdul Samed ·
22 Sulemana ·
23 Djiku ·
24 Sowah ·
25 Semenyo ·
26 Seidu ·
Coach: Addo